# Stefán Sigurðsson
Stefán Sigurðsson (ps. literacki Stefán frá Hvítadal, czyli Stefán z Hvítadal), ur. 11 października 1887 w Hólmavík w północno-zachodniej Islandii, zmarł 7 marca 1933, był islandzkim poetą neoromantycznym. W pierwszym okresie twórczości ulega wzorcom klasyków norweskich, od 1923 roku, po nawróceniu się na katolicyzm, jego poezja staje się bardziej wrażliwa. Na tysiąclecie islandzkiego parlamentu wydał zbiór wierszy Anno Domini 1930.

## Wybrane poezje
- Söngvar förumannsins (1918, Pieśń wędrowca)
- Óður einyrkjans (1921, Pieśń samotngo robotnika)
- Heilög kirkja (1924)
- Helsingjar (1927)
- Anno Domini 1930 (1930)